# Xavier Carmaniu i Mainadé
Xavier Carmaniu i Mainadé (Girona, 1975) és un historiador i periodista català. Ha col·laborat en les publicacions Revista de Girona i L'Avenç, i a les emissores de ràdio Ona Catalana, COM Ràdio, Cadena SER, Catalunya Ràdio i RAC 1. El programa El tren de la història, d'Ona Catalana, va ser nominat com a millor programa de ràdio als Premis Ràdio Associació de Catalunya el 2002. A Televisió de Girona, ha presentat el programa d'entrevistes a escriptors La ciutat dels llibres i les sèries documentals L'espiral de la història (nominada a millor programa local als Premis Zapping l'any 2004) i Girona desapercebuda.

## Obra publicada
Xavier Carmaniu ha publicat diverses novel·les i llibres de temàtica històrica:
- Rafael Masó, Ciutadà de Girona (coautor, Ajuntament de Girona, 2006)
- Carles Rahola, l'home civilitzat (Curbet, 2006)
- Captiu i desarmat (Curbet, 2007)
- Cambra de Comerç de Sant Feliu de Guíxols: crònica de cent anys d'història (1905-2005) (Curbet, 2008)
- Germans Sàbat, 50 anys, 1958-2008 (Ajuntament de Girona, 2008)
- El vol d'una ratlla (Ajuntament de Girona, 2008)
- Girona era Sant Gregori (Curbet, 2009)
- Història amb pilotes: es pot aprendre història parlant de futbol? (Meteora, 2010)[3]
- La Mancomunitat i la Diputació de Girona (Diputació de Girona, 2015)[4]